# Marie Popelin
Marie Popelin (17 de setembre de 1846 - 5 de juny de 1913) va ser una advocada i feminista belga. Popelin va treballar al costat d'Isabelle Gatti de Gamond en pro del desenvolupament de l'educació de les dones, i el 1888 es va convertir en la primera dona a Bèlgica a obtenir un doctorat en lleis.

## Biografia
Marie Popelin va néixer a Schaerbeek, prop de Brussel·les, en el si d'una família de classe mitjana. Al costat de la seva germana Louise, va treballar amb l'educadora feminista Isabelle Gatti de Gamond, impartint classes a Brussel·les de 1870 a 1875. Alguns desacords amb Gatti van portar les germanes a mudar-se a la ciutat de Mons per dirigir una escola per a dones en aquest lloc. El 1882, Marie Popelin va tornar a Brussel·les.
A l'edat de 37, Marie Popelin es va inscriure a la Universitat Lliure de Brussel·les, per estudiar lleis. Va completar els seus estudis el 1888. Inicialment no va obtenir respostes positives quan va voler posar en pràctica la seva carrera, a causa principalment del masclisme que regnava en l'època. No obstant això, li va ser concedit el dret de dur a terme la defensa en casos reals.
Marie Popelin va participar en dues conferències feministes a París el 1889, i va establir la Lliga Belga pels Drets de la Dona (Lligue belge du droit des femmes) el 1892 amb l'ajuda d'Isala Van Diest i Léonie La Fontaine. Popelin era amiga de la feminista nord-americana May Wright Sewall, a qui va conèixer a París el 1889, i amb la seva inestimable ajuda, la secció belga del Concili Internacional per a la Dona (International Council of Women) va ser establerta el 1893. Malgrat els seus incansables esforços en vida, els objectius activistes de Popelin van ser reconeguts després de la seva mort, el 1913.